# Laethem-Saint-Martin
Pour les articles homonymes, voir Saint-Martin.
Laethem-Saint-Martin (en néerlandais Sint-Martens-Latem) est une commune néerlandophone de Belgique située en Région flamande, dans la province de Flandre-Orientale.
Située au sud-est de la ville de Gand, c'est une banlieue aisée qui connait depuis plusieurs années l'indice de richesse le plus élevé de toutes les communes belges (index 163,3 en 2021) 63 pour cent au-dessus de la moyenne nationale (index 100) et trois fois supérieur à celui de la commune la plus pauvre Saint-Josse-ten-Noode (index 54,4)

## Géographie

### Sections de la commune
| # | Section                  | Superf. (km²) | Habitants (2020) | Habitants par km² | Code INS |
| - | ------------------------ | ------------- | ---------------- | ----------------- | -------- |
| 1 | Laethem-Saint-Martin (I) | 8,98          | 5.872            | 654               | 44064A   |
| 2 | Deurle (II)              | 5,48          | 2.493            | 455               | 44064B   |

### Communes limitrophes
- a. Drongen (Gent)
- b. Afsnee (Gent)
- c. Sint-Denijs-Westrem (Gent)
- d. De Pinte
- e. Nazareth
- f. Astene (Deinze)
- g. Bachte-Maria-Leerne (Deinze)
- h. Sint-Martens-Leerne (Deinze)

## Histoire
Étymologie
Le mot Latemaurait un sens. Il dirait à peu près pays à vilains et serait formé de deux parties, de deux vocables distincts : laat et heim ; en vieux flamand, laat signifie "les manants, le bas-peuple" en opposition à noblesse et à bourgeoisie. Hem ou Heim signifie, en vieil allemand ou saxon avec lequel la langue flamande est apparentée, habitation. Laat-hem dirait donc résidence de la basse classe et serait un lieu où anciennement se seraient rassemblés des roturiers, des gitans, des vilains. On y a ajouté le nom de saint Martin (patron de l'église paroissiale) afin de ne pas confondre avec d'autres villages également appelés Laethem 
Le Manoir
Vers 1200, le comte de Guînes Baudouin II de Guînes déclare que ni lui ni aucun de ses parents n'a de droit sur le manoir de Laethem ou Lathem, appartenant à l'abbaye Saint-Bavon de Gand.
Héraldique
|  | La commune possède des armoiries qui lui ont été octroyées le 28 juin 1966. Elles ont été modifiées le 7 mai 1985. Les armories actuelles reposent sur les armoiries précédentes et montrent au premier quartier le lion barré de l'Abbaye Saint-Bavon de Gand auquel appartenait le village de Lathem depuis avant 1121. La croix dorée en noir provient des armoiries Causemaecker et représente la succession de Graven Hazele, propriété de cette famille entre 1775 et 1785. La croix rouge provient des armoiries des seigneurs de Nevele qui possédaient de grandes possessions à Deurle et dans les environs. Les trois clés sont extraites des armoiriess de l'Abbaye Saint-Pierre de Gand, une abbaye aux possessions étendues dans toute la région, y compris la municipalité actuelle. Dans les anciennes armoiries, le lion, la croix rouge et les clés sont identiques. Le lion noir représente maintenant le Hezele de Graven et représente le lion de Flandre pour Graven, signifiant ici les Comtes de Flandre). Blasonnement : Ecartelé: 1. D'azur au lion fascé de sept pièces d'argent et de gueules, armé, lampassé et couronné d'or. 2. De sinople à la croix d'or. 3. D'argent à la croix de gueules. 4. De gueules à trois clefs d'or. Source du blasonnement : Heraldy of the World. |

## Les Groupes d'artistes
Aux alentours de 1900 quelques artistes s'y établissent. Ils souhaitent parvenir à un art nouveau au contact de la simplicité villageoise. Ils fuient la ville et la religion joue un grand rôle dans leurs aspirations, ainsi que la découverte des primitifs flamands. Ce groupe qui devient l'École de Laethem-Saint-Martin, est constitué de George Minne qui revient d'un séjour de quatre ans à Bruxelles et indique à ses amis un art de recueillement, de Valerius De Saedeleer, mécontent de sa formation impressionniste, du poéte Karel van de Woestijne et de son frère Gustave, et d'Albert Servaes encore jeune, qui y peint ses premières scènes paysannes très simpliiées et expressionnistes.

## Evolution du village

### Évolution démographique: Avant la fusion des communes
- Sources : INS, Rem. : 1831 jusqu'en 1970 = recensements, 1976 = nombre d'habitants au 31 décembre[7].

### Évolution démographique de la commune fusionnée
Graphe de l'évolution de la population de la commune. Les données ci-après intègrent les anciennes communes dans les données avant la fusion en 1977.
- Source : DGS - Remarque: 1831 jusqu'à 1981=recensement; depuis 1990=nombre d'habitants chaque 1er janvier[8]

## Galerie

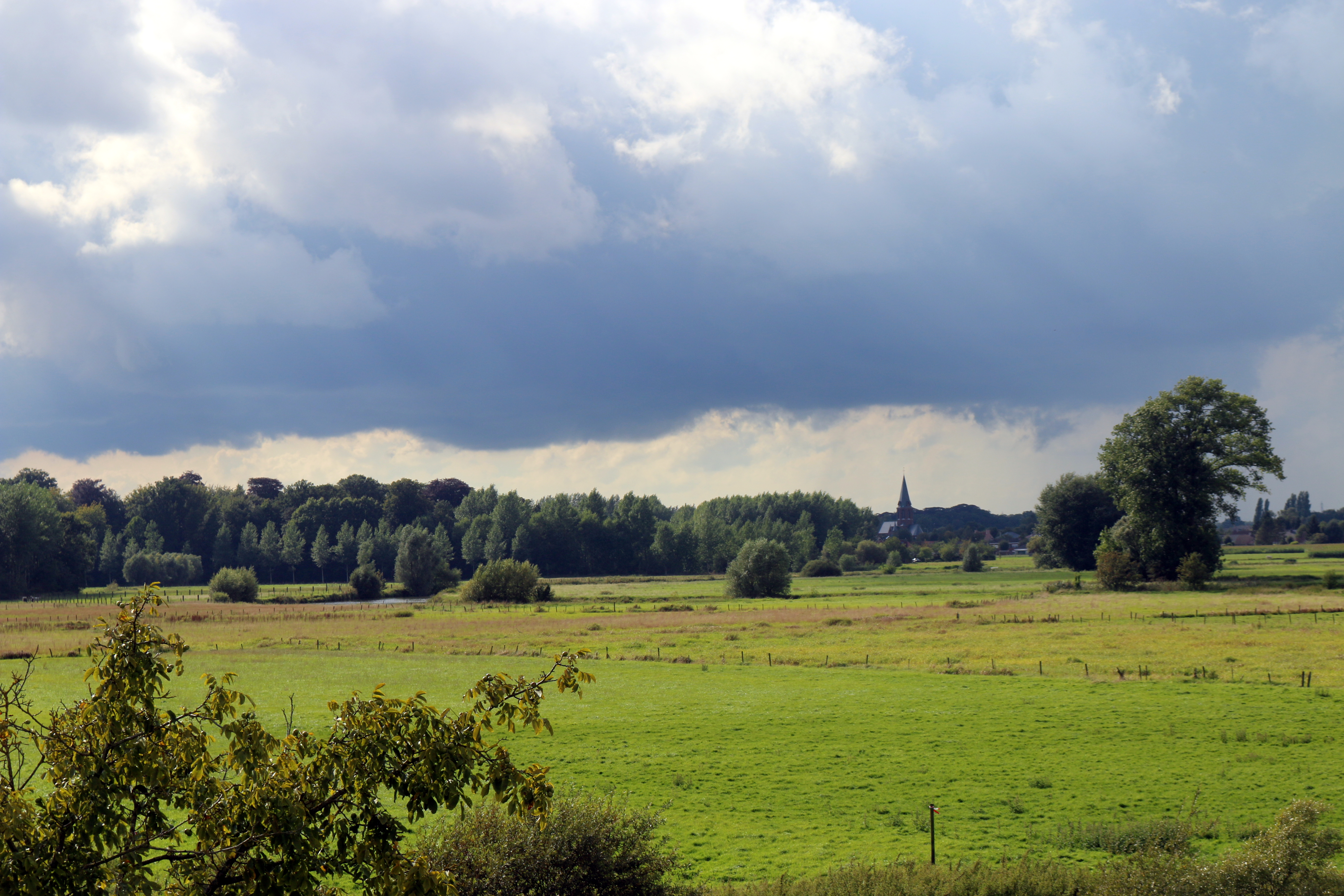
Nature environnante.
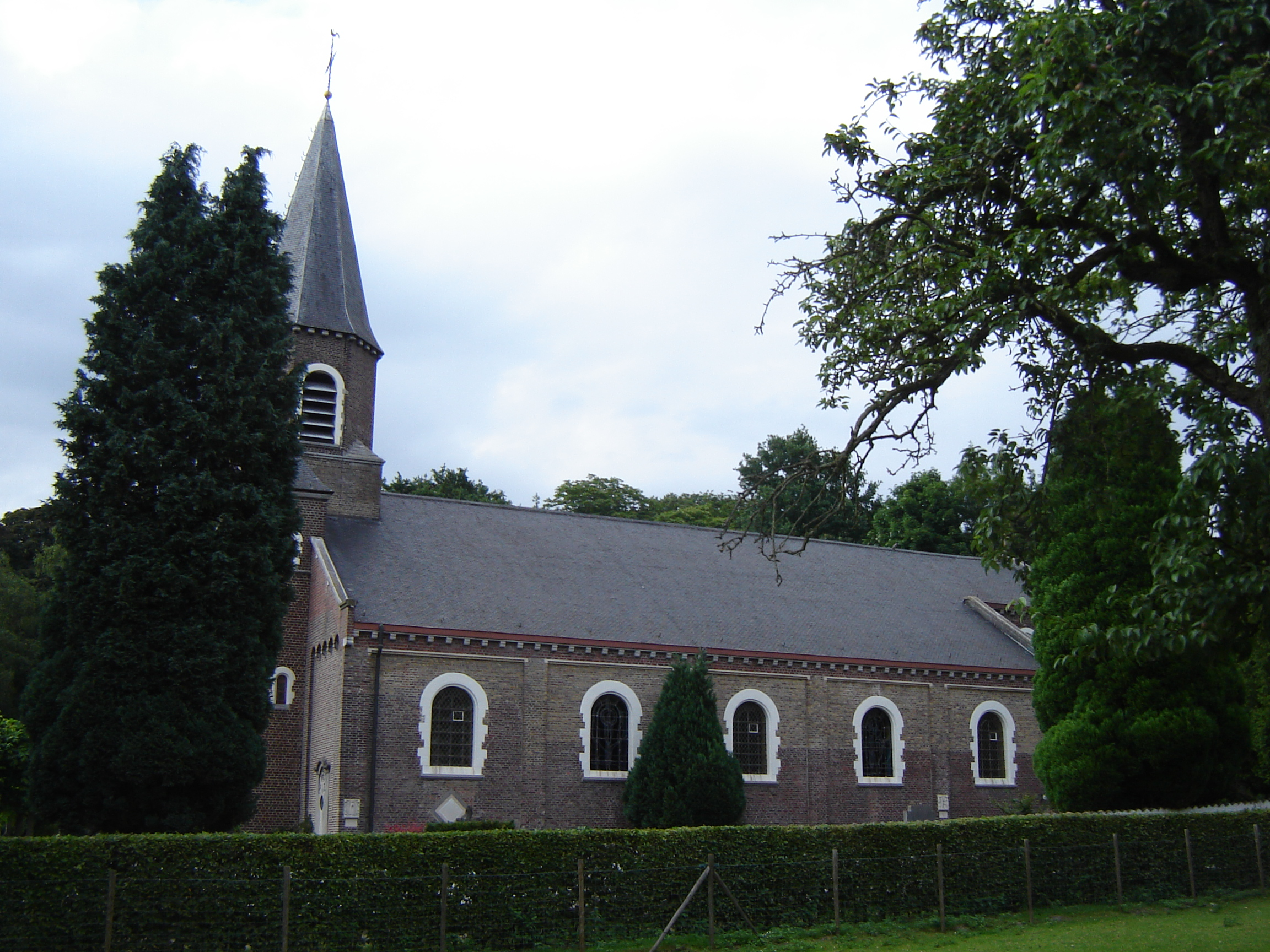
Église Sainte-Aldegonde, à Deurle.
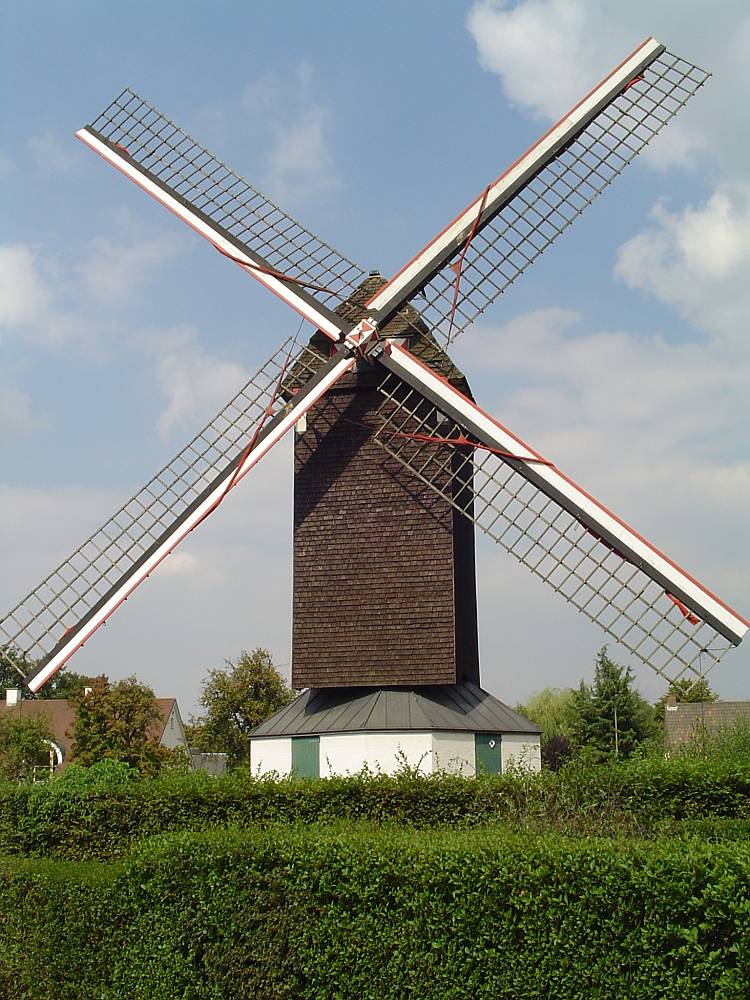
Moulin à vent, dans la commune.